# Shūzō Nakamura
Shūzō Nakamura (中村 修三?, Nakamura Shūzō; Urawa, 6 gennaio 1959) è un dirigente sportivo, allenatore di calcio ed ex calciatore giapponese, di ruolo centrocampista.

## Biografia
Fino ai primi anni novanta lavorò come dipendente della Mitsubishi Heavy Industries. È il padre di Yūto Nakamura, centrocampista del Citizen già formatosi nelle giovanili degli Urawa Red Diamonds.

## Carriera

### Calciatore
Disputò otto stagioni di Japan Soccer League con la maglia del Mitsubishi Heavy Industries, totalizzando 78 presenze e 9 reti tra il 1981 e il 1989 e vincendo un titolo nazionale nella stagione 1982.

### Allenatore
Abbandonati gli incarichi alla Mitsubishi Heavy Industries, fra il 1992 e il 1993 allenò il club calcistico dell'Università di Aoyama.

### Dirigente
Nel 1995 fu assunto nei quadri dirigenziali degli Urawa Red Diamonds come responsabile delle pubbliche relazioni della società. A partire dal 2001 affiancò Takaji Mori nel ruolo di direttore generale della squadra, fino a rilevarlo del tutto nel 2006. Si dimise dall'incarico nell'aprile 2010 per ricoprire il medesimo ruolo nella federazione calcistica nazionale, relativamente alla selezione femminile.

## Palmarès
- Japan Soccer League: 1

1982